# Here Comes the Boom
Here Comes the Boom är en amerikansk komedifilm som hade världspremiär på bio den 12 oktober 2012 och Sverigepremiär på DVD den 12 juni 2013.  Filmen regisserades av Frank Coraci med Kevin James i huvudrollen.

## Handling
High School-läraren Scott Voss (Kevin James) tvingas jobba extra som kampsportare i ett försök att samla in pengar för att rädda musikprogrammet på den skola han arbetar på.

## Rollista
| Kevin James       | – Scott Voss             |
| Henry Winkler     | – Marty                  |
| Salma Hayek       | – Bella                  |
| Bas Rutten        | – Niko                   |
| Gary Valentine    | – Eric Voss              |
| Reggie Lee        | – Mr. De La Cruz         |
| Charice Pempengco | – Malia De La Cruz       |
| Jason Miller      | – "Lucky" Patrick Murray |
| Mark Muñoz        | – Romero                 |